# سفارة الولايات المتحدة في ألبانيا
سفارة الولايات المتحدة في ألبانيا هي أرفع تمثيل دبلوماسي لدولة الولايات المتحدة لدى ألبانيا. تقع السفارة في تيرانا وهي تهدف لتعزيز المصالح الأمريكية في ألبانيا.

## وصلات خارجية
- الموقع الرسمي
- قائمة سفارات الولايات المتحدة
- قائمة السفارات في ألبانيا